# Novopangaea

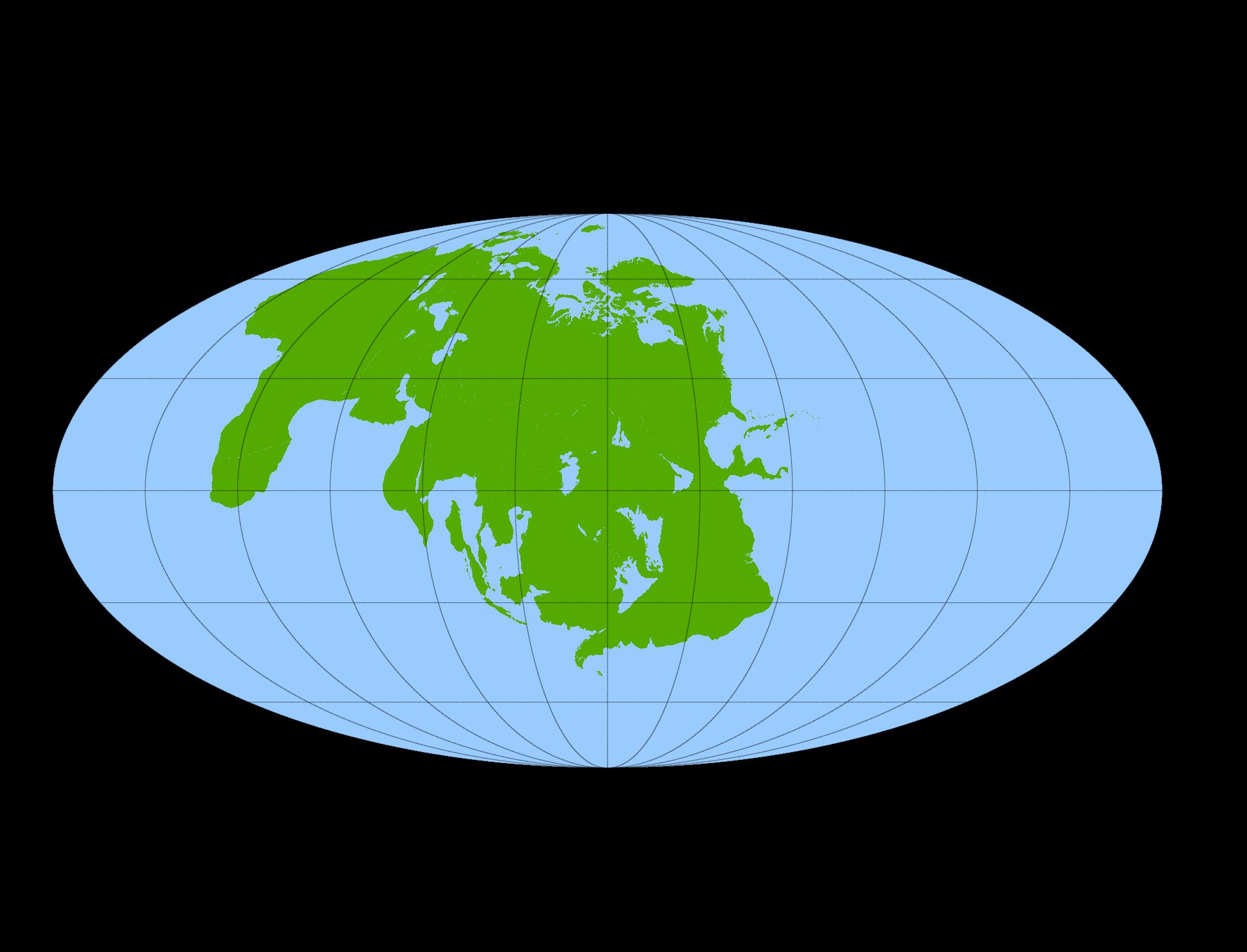
Harta ipotetică a Novopangea.

Novopangaea (greco-latin pentru „Noua Pangaea”) este un posibil supercontinent viitor, sugerat de Roy Livermore la sfârșitul anilor 1990. Presupune închiderea Pacificului, andocarea Australiei cu Asia de Est și mișcarea spre nord a Antarcticii.

## Scenarii alternative
Paleogeologul Ronald Blakey a descris următorii 15 până la 100 de milioane de ani de dezvoltare tectonică ca fiind destul de stabiliți și previzibili, dar nici un supercontinent nu se va forma în acel interval de timp. Dincolo de asta, el avertizează că înregistrarea geologică este plină de schimbări neașteptate în activitatea tectonică care fac proiecțiile ulterioare „foarte, foarte speculative”. Pe lângă Novopangaea, alte două supercontinente ipotetice — „Amasia” și „Pangaea Proxima” a lui Christopher Scotese — au fost ilustrate într-un articol New Scientist din octombrie 2007. Un alt supercontinent, Aurica, a fost propus în vremuri mai recente.